# Jezioro Aleksandra
Jezioro Aleksandra – jezioro w Polsce położone w województwie pomorskim, w powiecie gdańskim, w gminie Trąbki Wielkie.